# Франческо ди Нери да Вольтерра
Франческо ди Нери да Вольтерра (итал. Francesco di Neri da Volterra; ок. 1338, Вольтерра — 1376) — итальянский живописец пизанской школы периода проторенессанса.

## Биография
Франческо родился в Вольтерре, о чём свидетельствует его прозвание, но точная дата рождение не известна. Творчество мастера документировано с 1338 года. Сохранилась запись о том, что в апреле 1338 года камерленго коммуны Вольтерры заказал художнику картину «Мадонна с Младенцем». Другие платёжные документы, в которых фигурирует имя Франческо, датируются январём 1339 года и августом 1343-го. По мнению исследователей от этого раннего периода не сохранилось никаких произведений художника.
В 1343 году Франческо работал как в Пизе, так и в Вольтерре (в документах упоминается несохранившаяся работа, выполненная мастером для трапезной монастыря Сан-Микеле в Пизе). В 1346 году он написал картину для алтаря пизанского собора (не сохранилась). В 1347 году жена художника серьёзно заболела, и он написал «Мадонну Пьетра» ради её исцеления. Ко второй половине 1340-х годов относится ряд сохранившихся произведений: полиптих «Мадонна дель Латте» (Мадонна Млекопитательница) из музея Сан-Маттео, Пиза; фреска «Распятие с предстоящими святыми», написанная для монастыря Святого Сильвестра (ныне в музее Сан-Маттео, Пиза); бандинелла (икона для процессий), написанная для братства Луция Сиракузская Святой Луции (Лючии), на одной стороне которой художник изобразил Распятие (иконография)Распятие с предстоящими, на другой святую в окружении двух ангелов и монахов Братства дисциплинатов (Собрание Палаццо Блю, Пиза). Во всех этих работах видно как влияние местной пизанской традиции и творчества Джованни ди Никола, так и сиенской школы — Симоне Мартини и Липпо Мемми.
В 1358 году Франческо фигурировал уже как гражданин Пизы и наряду с художником Джованни ди Никола входил в состав «Главного Совета народа» (Consiglio maggiore del Popolo). Во время обострения отношений между Пизой и Вольтеррой Франческо играл важную посредническую роль, о чём свидетельствуют документы от 1363 года. Когда в сентябре того же года скончался генерал Гизелло дельи Убальдини да Карда, бывший «военным министром» Пизы, Франческо было поручено украшение всех предметов предстоящей похоронной процессии — гроба, росписи флагов гербами города и семейства умершего, украшение доспехов и попон для лошадей, и многого другого.
В 1365 году художник расписывал панели алтаря Святого Павла для церкви Санта-Катерина, который заказала Нута, вдова Ванни да Перчивалле да Викопизано. В центре полиптиха (225 х2 52 см) на готическом троне восседает апостол Павел в окружении музицирующих ангелов; на боковых панелях — Иоанн Креститель, святые Пётр, Филипп и Иоанн Богослов. В верхней части алтаря написано Благовещение Марии. Произведение ныне хранится в коллекции Чини, Венеция, однако дебаты вокруг того является ли полиптих из коллекции Чини именно алтарём из церкви Санта-Катерина, окончательно не завершены.
Согласно сохранившимся документам с конца 1365 года Франческо проживал при капелле Св. Николая в Пизе. В 1368 г. художники Джакомо ди Микеле (по прозвищу Джера), Джамбелло ди Бароне и Неруччо ди Федериго были назначены судом экспертами для определения справедливой компенсации за выполненные Франческо фрески и картины для монастыря Сан- Пьетро в Винкулисе.
Единственное подписанное Франческо произведение — это «Мадонна с Младенцем на троне и три донатора» (Галерея Эстенсзе, Модена). По всей вероятности, она была центральной панелью полиптиха, от которого сохранилась ещё одна створка — «Иоанн Богослов» из коллекции Чини, Венеция. Именно вокруг этого произведения выстроен каталог известных ныне поздних работ мастера. Ему приписывают ещё один полиптих, от которого сохранилось только центральная часть «Оплакивание Христа» (Вольтерра, Пинакотека); это произведение, ранее находившееся в госпитале Св. Марии Магдалины известный венгерский искусствовед М. Босковиц датирует началом 1360-х годов; Энцо Карли усматривает в ней влияние Луки ди Томме. Он же приписывает Франческо ещё одну работу — «Мадонну с Младенцем на троне» из церкви Святых Бенедикта и Луции в Сан-Бенедетто-Сеттимо недалеко от Кашины. Франческо ди Нери также приписывают фрагмент фрески «Мадонна с Младенцем» из церкви Мадонны-деи-Галетти в Пизе; две панели с изображением святых Бенедикта и Ромуальда из музея Сан-Маттео, Пиза (обе происходят из аббатства Сан-Дзено); «Мадонну с Младенцем» из частного собрания, Флоренция; два навершия полиптиха со святыми и ангелами из Музея изящных искусств, Бостон; фрагменты фресок в церкви Санта-Мария-а-Орбиньяно-Лампореккьо.
С апреля 1370 по август 1371 Франческо возглавлял артель мастеров, в которую входили Неруччо ди Федериго, Чекко ди Пьетро, Якопо ди Франческо и его помощник (garzone) Берто д’Аргоменто да Вольтерра. Этим мастерам было поручено восстановление полного цикла фресок «История Иова» на южной стене пизанского Кампо-Санто, большая часть которых связана с именем Таддео Гадди. Современные исследования определили, что самой существенной реставрации со значительной перепиской фрагментов были подвергнуты сцены «Пира Иова» и «Стада Иова». В документе от 29 ноября 1372 года Берто д’Аргоменто вновь фигурирует как ученик и помощник Франческо сроком на год. Подтверждением непрекращающихся связей художника с родным городом служит следующий документ от 1376 года, в котором власти Вольтерры дают разрешение Франческо на аренду принадлежащего городу имущества. Апрелем 1377 года датирован платёжный документ, согласно которому художник получил плату от пизанской коммуны за выполненное им «Распятие».
Вероятно, последний документ, в котором фигурирует имя Франческо, был составлен 28 января 1386 года; в нём идёт речь о Николозии, дочери «quondam Francisci Nerii pictoris de Vulterris» — умершего Франческо Нери художника из Вольтерры. Тем не менее, недавние архивные изыскания дают основания считать, что художник проживал в капелле Святого Николая по меньшей мере до 1403 года.

## Галерея

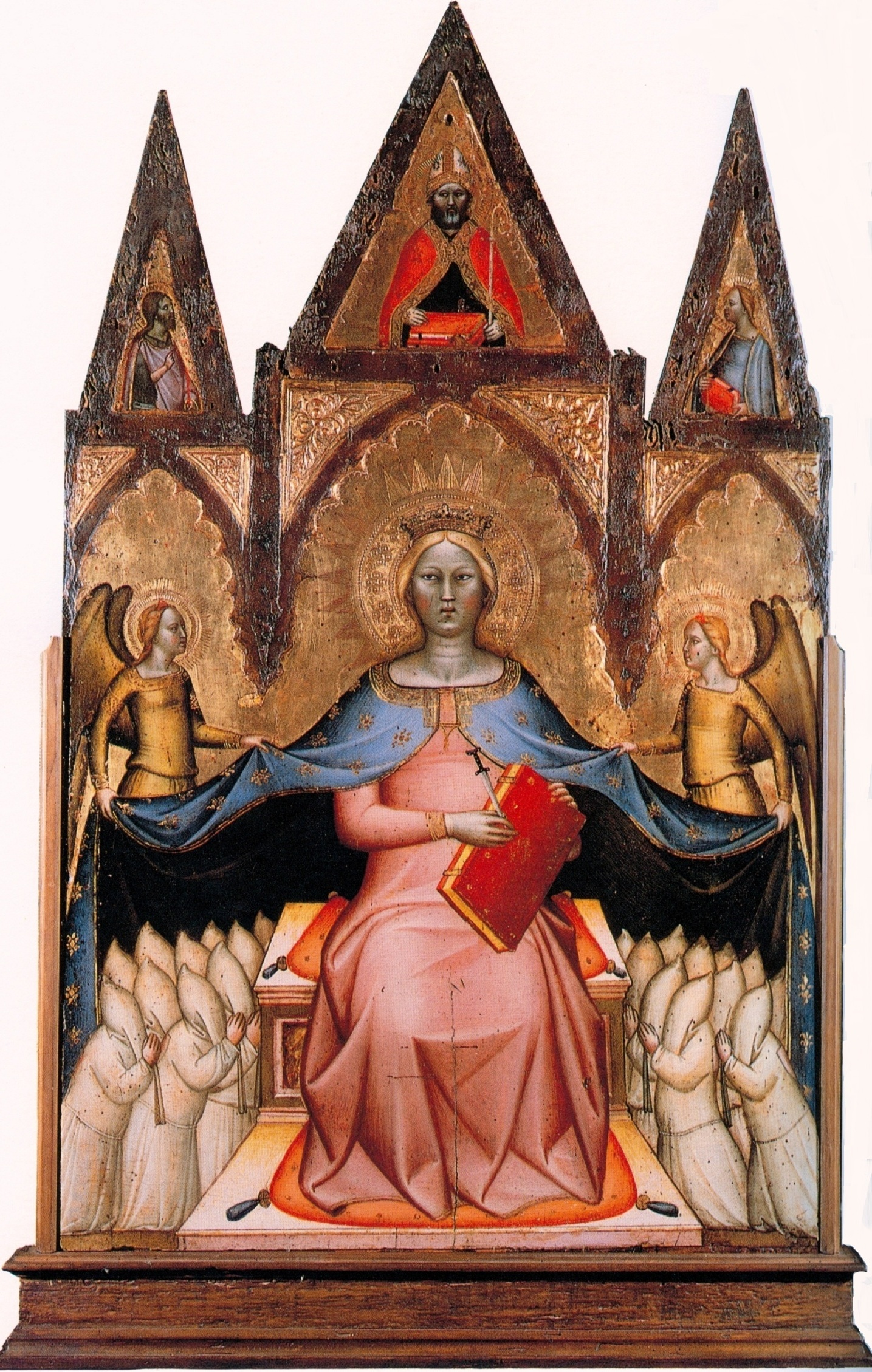
Святая Луция покровительствующая Ордену дисциплинатов. Икона для процессий (бандинелла). 1340-е. Палаццо Блю, Пиза
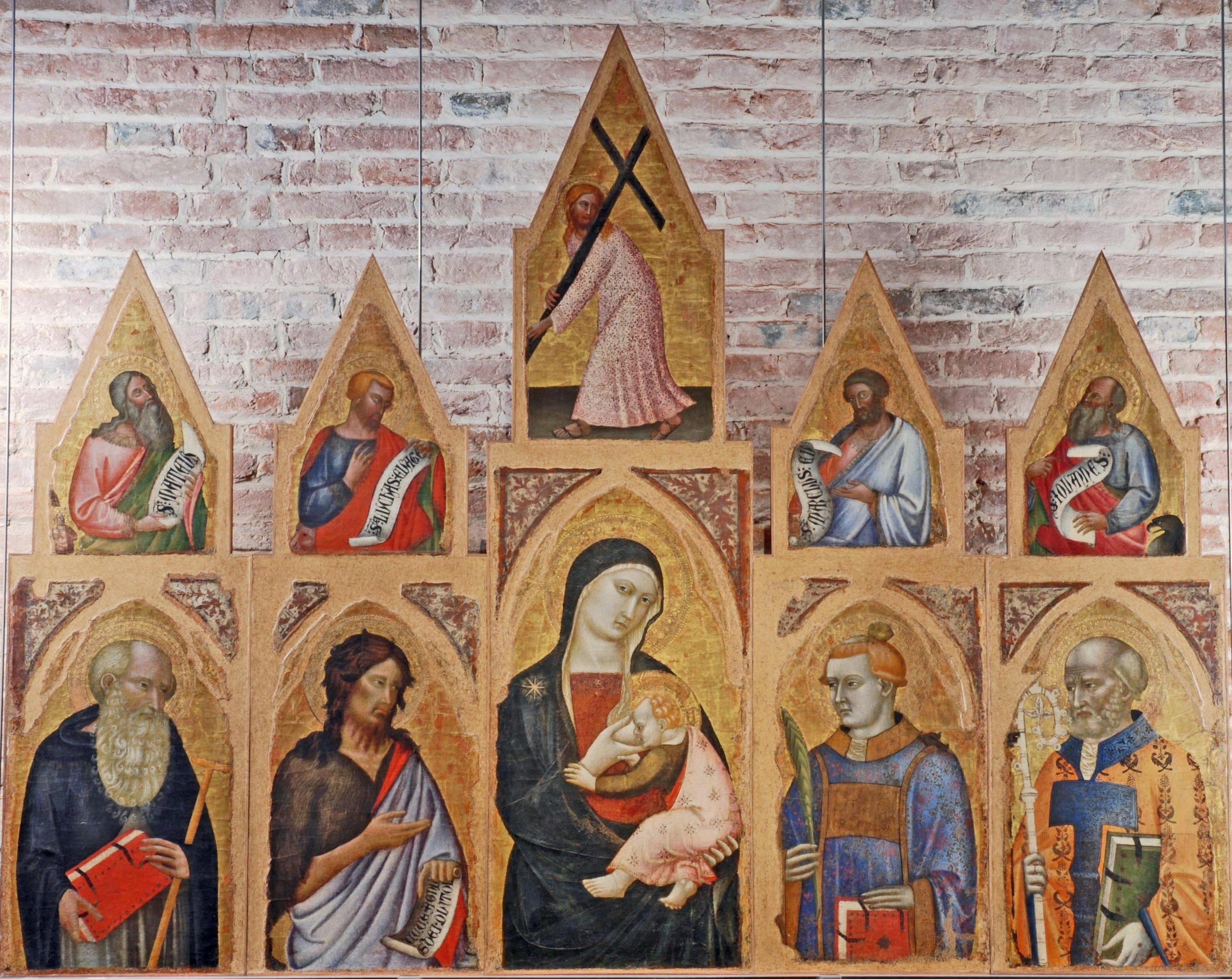
Полиптих «Мадонна дель Латте и святые» 1340—1350. Дерево, темпера, золочение. Музей Сан-Маттео, Пиза
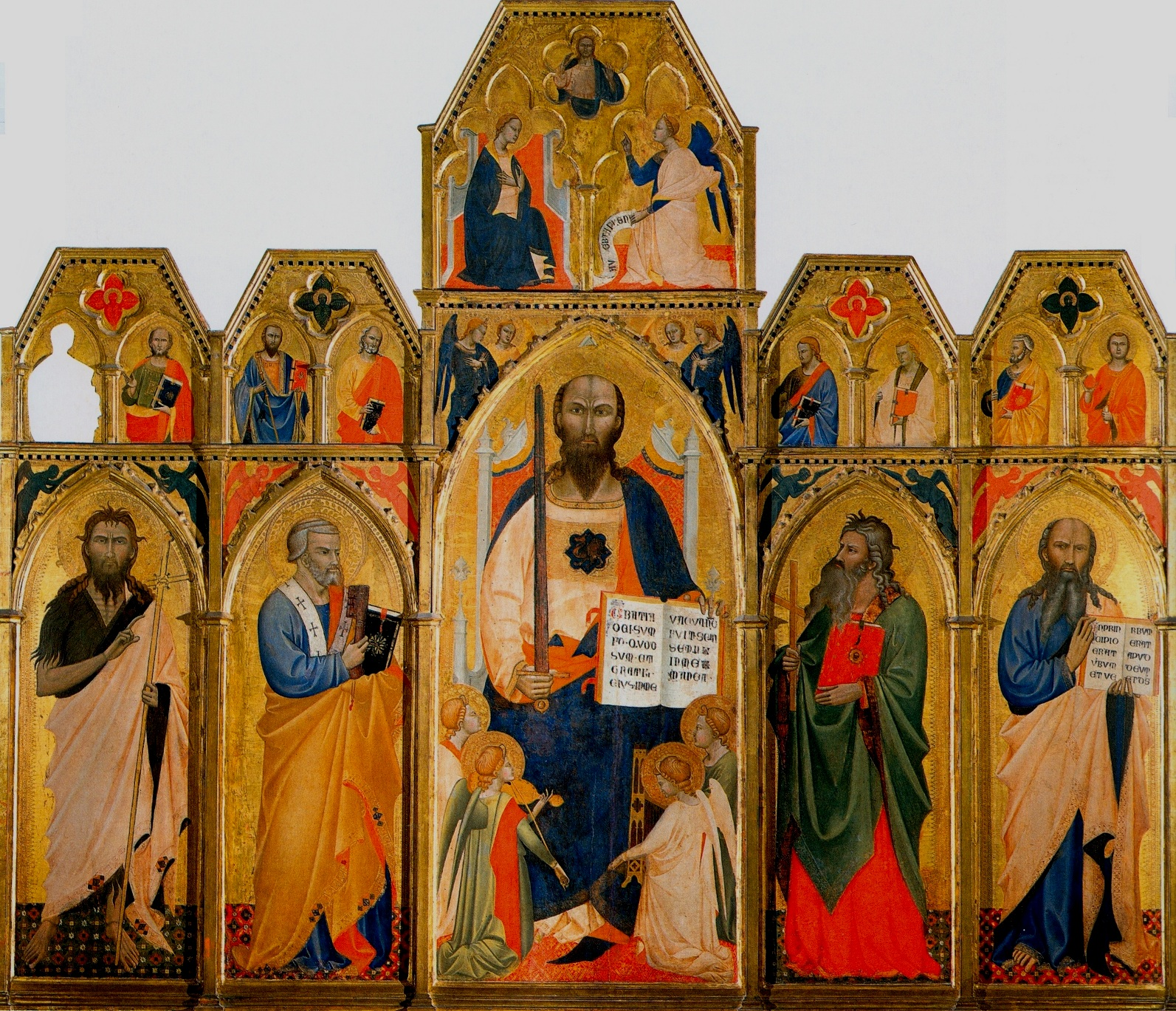
Полиптих Святого Павла. 1365. Дерево, темпера, золочение. Коллекция Чини, Венеция
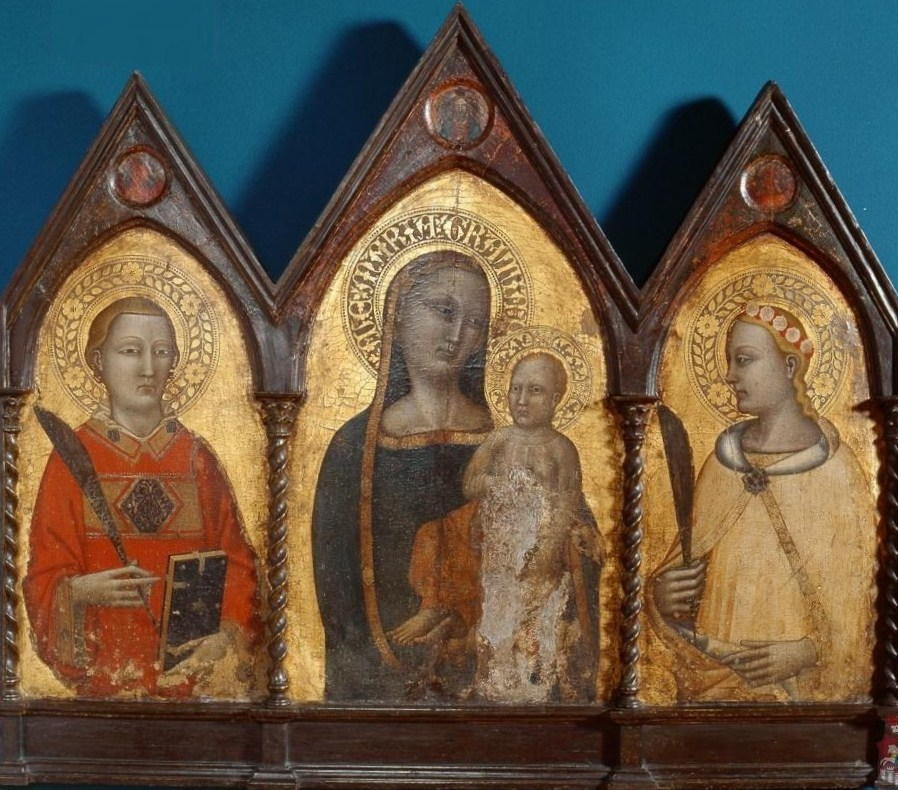
Мадонна с Младенцем и святыми дьяконом и мучеником. Между 1360 и 1370. Дерево, темпера, золочение. Музей Чарторыйских, Краков
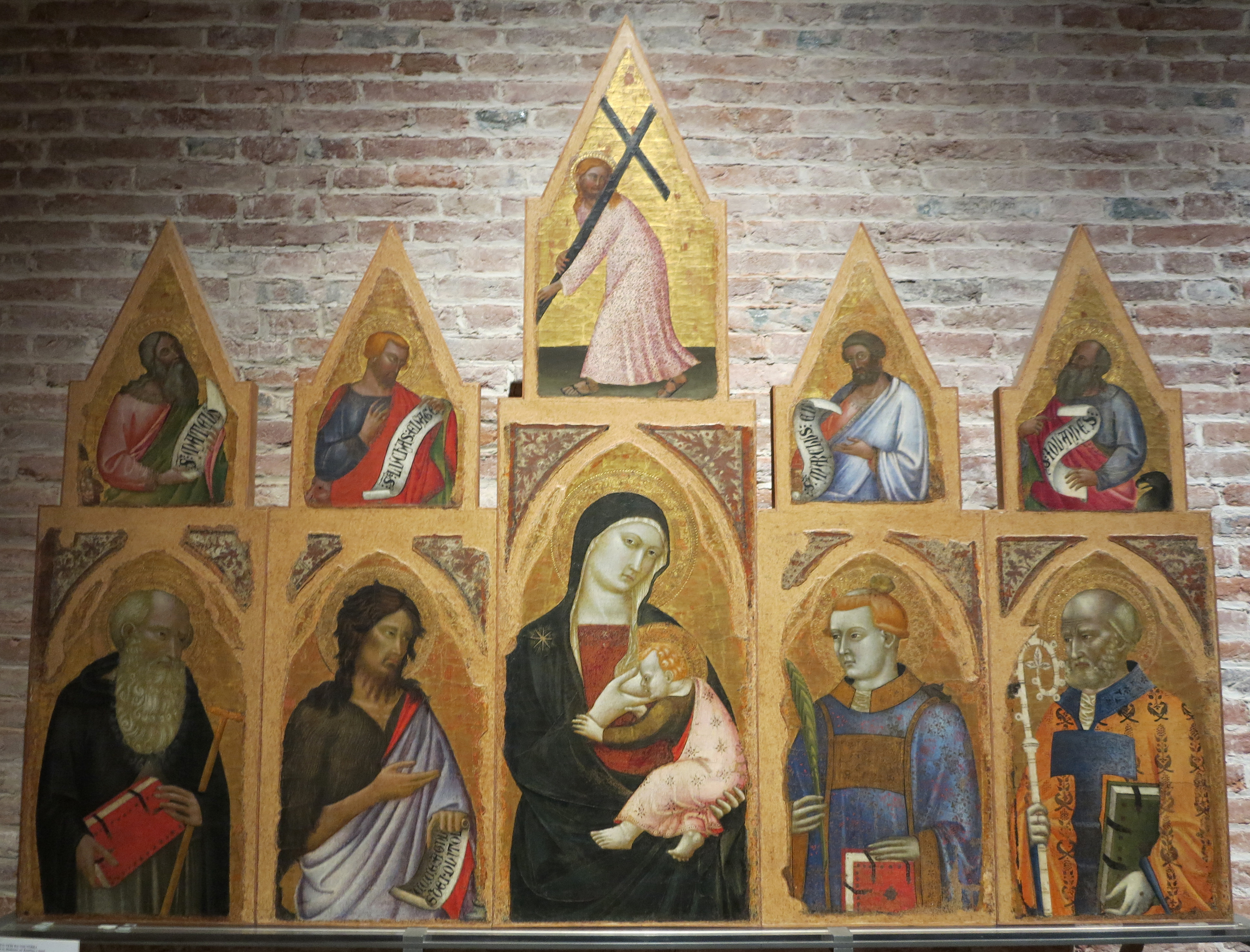
Полиптих с Мадонной и Младенцем и святыми. XV в. Дерево, темпера, золочение. Музей Сан-Маттео, Пиза